# حفزان (السدة)

تعديل مصدري - تعديل

حفزان هي إحدى قرى عزلة وادي الحبالي بمديرية السدة التابعة لمحافظة إب، بلغ تعداد سكانها 790 نسمة حسب تعداد اليمن لعام 2004.
تقع قرية حفران في محافظة إب، وتتبع اداريا مديرية السدة في عزلة الحبالي (الوادي)، وتحديدا على ضفاف وادي بنأ الشمالية الشرقية. وجغرافيا تقع شمال شرق مدينة السدة على بعد حوالي (5 كم تقريبا)، وتندرج ضمن اراضي مخلاف خبان، نسبة إلى خبان بن هعان بن ينكف بن قاول بن زيد بن ناعته بن شرحبيل بن الحارث بن زيد بن ذي رعين (الحاير: أنور محمد يحي- مذكرات طالب اثار،2013م، ص 2).
كما يحد القرية من جهة الشمال مدينة ظفار عاصمة حمير على بعد حوالي (5 كم تقريبا) اما من الغرب فيحدها عزلة وادي حجاج.ومن جهة الجنوب مديرية النادرة، ومن الناحية الجنوبية الشرقية سلسلة جبلية (جبال الشرف وجيلان والشرق). وتتميز القرية بكثرة مياة ومنابع الغيول فيها حيث يتدفق مياها من خلال مجرى سيل (الرداعي) حتى يتجمع ويرفد المجرى الرئيسي لسيل وادي بنأ. كما تحيط القرية سلاسل جبلية من ثلاث جهات وهي الجنوبية الشرقية وجبل حجاج من الناحية الشمالية الغربية. وتتميز بموقعها المتوسط لأهم المواقع الحميرية بين موقع مدينة ظفار الحميرية وموقع جبل الحرثي، وكذلك موقع قصر تراحيب في التويتي غرب مدينة السدة، أيضا موثع جبل العود من الناحية الجنوبية وموقع (ذي سليت) عاصمة مخلاف عمار، وجميعها حواضر حميرية قديمة.(الحاير: أنور محمد يحي- القصر في اليمن القديم بين الخبر والاثر، رسالة ماجستير غير منشورة، جامعة صنعاء،2014م، ص 62).

## طبغرافية الموقع واهميته
اقيمت قرية حفزان على تل صغير تحيطها بها السلاسل الجبلية الشامخة كما اسلفنا كما يحد القرية من جهة الشمال الغربي مجرى مائي عميق يتدفق مياة نحو وادي بناء وهو دائم الجريان ولذا فالقرية غنية بالمياة ولاسيما مياة الشرب التي تخرج من السلاسل الجبلية على شكل ينابيع مائية فضلا عن المجرى المائي العميق الذي يسقي كل الأراضي الزراعية التي تتميز بالخصوبة نظرا لما تحتويه من مكونات عضوية ومعدنية جلبتها السيول المتدفقة من المرتفعات الجبلية الشاهقة ذات الانحدارات الحادة مما ساعد في احتكاكه بالصخور وتفككها ونقل إلى الأراضي الزراعية.
اما توزيع المياة لري المزروعات فيبداء توزيعها من وادي القرية ويليها وديان القرى الأخرى وكذلك مجرى مياة الري التي ينسبها السكان المحليين إلى الملك الحميري اسعد الكامل، وهي تعتبر فرع من اعلى المجرى الذي يصب إلى مجرى الغيل الذي يصب إلى سيل (مجرى الغيل) المسمى سيل الدلاني الذي يصب هو الآخر إلى بحر ابين.
وبما ان القرية تتمركز في موقع مرتفع ومحاطة بمجاري المياة دائمة الجريان بالإضافة إلى السلاسل الجبلية التي تكسوها الخضرة، من اعشاب وحشاش واشجار مثمرة كشجرة الجوز والتين العربي والرمان والعنب والجوافة والمشمش والسفرجل والتين الشوكي والرمان والقرناط العريش والتفاح وغيرها من الاشجار المثمرة والغيرة المثمرة التي تستخدم في الوقود.
والقرية عنية بالثروة الحيوانية المستائنسة أو غير الممستائنسة، المستائنسة كلابقار والاغنام والجمال والحمير. وغير المستائنسة كحيوان الضبع والذئاب بالإضافة إلى القرود التي انقرضت بشكل تدريجي كان انقراض اخرها منذ فترة قريبة (اربع سنوات) بسبب انتشار الاسلحة النارية ومطاردتها، وكانت تسكن بين الاشجار كثيفة الانتشار في الجبال المحيطة بالجبال منها عرش القرية.
كما تضم عدد من المسابح منها يصل عمقها إلى تسعة امتار أو أكثر فقد تبدو ذات منظر جميل يسحر الالباب ولجمال طبيعتها فقد أصبحت أحد المواقع السياحية الهامة في مديرية السدة، ويتوافد اليها الزوار من مناطق مختلفة لغرض الاستمتاع بطبيعتها الخلابة.
كما تتميز القرية بالهندسة المعمارية الجميلة ذات المناظر الجميلة مما اكسبت المنطقة جمالا ورونقا، البعض يتكون من اربعه إلى خمسة طوابق وتحمل طابع معماري اسلامي قديم كالعقود والمزاغل وغيرها من العناصر المعمارية والزخرفية التي تجذب الانتباه من رونقها وجمالها.
عموما يمكننا ان نستخلص اهمية الموقع في مجموعة من النقاط:
•	توفر مصدر مائي حيث تطل القرية على مجرى مائي دائم الجريان بالإضافة إلى عيون مائية عذبه تخرج من المرتفعات الجبلية وتستخدم لشرب
•	خصوبة الأرض حيث تشمل القرية على اراضي زراعية واسعة ذات مكونات عضوية ومعدنية جلبتها المياة من المرتفعات الجبلية ولذا تنعكس على جودة وتنوع المزروعات.
فتحتوي القرية على اراضي زراعية من اقيمت على شكل مدرجات صناعية شيدت على انحدارت المرتفعات ومنها ما تقع في اراضي منبسطة عند مدخل اوبداية امتداد وادي بنا.
•	توفر الحشائش والاعشاب القزمية التي تستخدم لرعي وللوقود وكذلك الاشجار الكبيرة التي تستخدم لتسقيف وغيرها.
•	التنوع الجيولوجي والتي تتميز بالتنوع الصخري الذي يتفاوت من حيث مكوناته والوانة وقد استخدمة كمادة رئيسية في البناء.
•	التحصين الطبيعي للقرية تقع على سفح تل مرتفع نسبيا عن المجرى المائي كما يحيط بالقرية مرتفعات جبلية شاهقة ولهذا تبدو قرية على شكل بوابه جنوبية لمدينة ظفار عاصمة حمير تفضي إلى وادي بنا.
واغلب سكان القرية يشتغلون في الأعمال الزراعية والبعض التحقوا بالسلك العسكري ونسبة قليلة موظفون في القطاع المدني للدولة، وقليل يعملون في الغربة خارج الوطن في المملكة العربية السعودية وأمريكا وبريطانيا.

## جيولوجية الموقع
يندرج الموقع جيولوجيا ضمن الجزء الشمالي الشرقي لإقليم المرتفعات الوسطى، الذي يتميز بشكل عام بالوديان المنخفضة والمرتفعات العالية حيث يصل ارتفاعه حوالي (26800) فوق سطح البحر، وتحديدا ضمن إقليم النشاط الناري الذي تعرضت له الأراضي اليمنية إثناء دهر الحياة الحديثة (بداية العصر الثلاثي) وقد نتج عنها تكوين مرتفعات شاهقة وسلاسل طويلة من الصخور البركانية امتدت إلى الإلف الكيلو هات ليشمل المحافظات الشمالية الغربية من اليمن، ويمتد هذه الانتشار من منطقة صعده شمالا حتى منطقة عدن جنوباً. وتميزت بالتنوع الواسع في صخورها فمنها البازلت – الاندزايت – الداسيت – التراكيت – الرايوليت – الاجنمبريت – الطف والزجاج البركاني. كما تخلل النشاط البركاني الذي تسبب في اندلاع كميات كبيرة من الصخور البركانية في اليمن إثناء العصر الثلاثي فترات هدوء تميزت ببيئة مياه عذبة ترسبت خلالها رواسب قارية وتظهر مكاشف هذه الرواسب مميزة بالون الأبيض والأحمر والأخضر على هيئة طبقات متقطعة أو عدسات محدودة الانتشار تتخلل الصخور البركانية. إلى جانب رواسب العصر الرباعي وتتكون عادتا من صخور البازلت، (الصورع أو الجرذان حسب التسمية المحلية) والاندزايت، يتبعها في الأعلى صخور الرايوليت، والاجنمبريت، ذات الألوان المختلفة. وذلك بسبب تنوع تركيبها الكيميائي، الذي يتمثل بوجود مسامية (ثنائي التجمع) إي تواجد الصخور ذات صفة حمضية أوصفة قاعدية التي تتميز بها صخور براكين اليمن ويعو تاريخ هذه الصخور إلا ما يزيد عن (31 مليون عام) في الطبقات السفلى، ولا يقل عن (18 مليون عام) في الطبقات العليا (القدسي وآخرون؛ محمد عبد الباري، الموسوعة اليمنية، مج 2، ط2 ، صنعاء 2003م، ص934-958).فتنوع الصخور في القرية وما يحيط بها كالصخور النارية والمتحولة والرسوبية كان لها اثر كبير في زخرفة المباني بواسطة احجار متنوعة في اللون منها الحجر الذي يسمى محلياً (جرذان والصورع) الذي يستخدم عادتا الادوار السفلية بينما يتستخدم في الطوابق العلوية احجار رسوبية خفيفة الوزن ذات للون احمر.

## السكان
يعتبر الحايري اقدم السكان في المنطقة منذوالقرن الخامس الميلادي والذي كان يسكن في عاصمة حمير «ظفار» ولا يزال لهم بقية خاصة في منطقة بنأ وخبان وخاصمة في حفزان، ومن قبيلة الحاير تتفرع الإخاذ عديدة ومتفرقة منها ال صلاح وال الدبيس والقصيلة والحارثي والنوتي والياجوري والاعوج والذيباني، والنقيب، وبني عبد الوهاب، والمعول، وغيرهم، والحاير نسبة إلى حيران بن عمرو بن قيس بن جشم بم عبد شمس بن وائل بن الهميسع بن حمير (الهمداني: ابى محمد الحسن-الإكليل ج 2، وزارة الثقافة 2004م، ص 311).والحاير ورد في النقوش المسندية القديمة وخاصة في نقش مسندي من ظفار شمال القرية، معروض في المتحف ويحمل الرقم (Zm 2000)، يذكر قبائل كانت توجد في منطقة ظفار زمن الدولة الحميرية في (465م تقريبا) ويفيد ان: «بنو حرين (الحايري) وذريح وكهنل (وبالن ونحسن وهيوتم)، بنو واسسو وشيدو قصرهمو يرس لحياة وصلاح ارواحهم وذريتهم ونصيبهم وانعامهمو...»(الحاير: أنور محمد يحي- القصر في اليمن القديم بين الخبر والاثر، رسالة ماجستيرغير منشورة، جامعة صنعاء،2014م، ص 128).وممن نقل إلى القرية ال اليحيري واصلهم من عزلة يحير نسبة إلى يحير بن الحارث بن شرحبيل بن الحارث بن ذي رعين (الهمداني: ابى محمد الحسن-الإكليل ج 2، وزارة الثقافة 2004م، ص 262). ومن سكان القرية ال السعدي وال الحكيم وال جباري، وال الديلمي ويعود نسبهم إلى ال البيت، وكذلك الفقهاء من ال جميل، وال الثعيلي، وعثمان والعصار والدحملي، وال غوبر وال جواح وال هادي والملقب الضيق والعائدي والشدادي وغيرهم.

## الزراعة
تشكل قرية حفزان نسبة كبيرة من الأراضي الزراعية، تقدر بحوالي60% من جملي أراضيها منها ما تمثل أوديه زراعيه خصبة وواسعة ذات ترسبات قارية وطمئية كوادي حفزان ووادي ذالريد وكل وادي يحتوي على عدد من الروافد الفرعية الضيقة المنحصرة بين السلاسل الجبلية الشاهقة، التي تتدفق من خلالها مياه الإمطار المنسابة من جبل حجاج وجبل الشرف وغيرهما من المرتفعات الجبلية وعبرها تتدفق الينابيع المائية دائمة الجريان مما ولدت مجاري عميقة، ولها اثر فعال في تزويد الأراضي الزراعية بالمواد العضوية، والمعدنية الناتجة عن سرعة تدفق المياه من المرتفعات شديدة الانحدار والتي نلاحظها أحيانا على شكل أشرطه داكنة في جنبات الوادي، أو على شكل مواد لامعة معدنية تئظهر بكثرة في الأراضي الزراعية الواقعة عند مداخل المجاري المائية، وبدورها جعلت المنطقة ككل ذات خصوبة عالية، وانعكست على توفر وجودة المنتجات الزراعية المتنوعة.ويصل عمق التربة في هذه الأودية ما بين (2-14م). بالإضافة إلى الاودية الزراعية الواسعة هناك المدرجات الصناعية، المنتشرة على سفوح المنحدرات التي ترسبت فيها التربة الناشئة بفعل عوامل التجوية، وسارت مع مرور الزمن أراضي زراعيه خصبه، ويتراوح سمك التربة فيها ما بين (1-3م).فا النشاط الزراعي في قرية حفزان له اثره الفعال حيث اعتمد سكان القرية على الزراعية بشكل رئيسي ولذا وسعوا العملية الزراعية كل ما ازدات الحاجة للاراضي وتزامن توسيعها بزيادة عدد السكان فلم تنحصر الزراعة في بطون الأودية بل امتدت إلى المناطق الجبلية بمقدار ما يستطيع الإنسان أن يستصلحه من أراضٍ.ونظراً لخصوبة المنطقة وما تحتوية من مكونات معدنية وعضوية التي لها قابلية عالية في الإنتاج الزراعي.
فقد أقيمت على مداخل هذه الأودية، والروافد الضيقة، والمدرجات الزراعية عدد من المستوطنات القديمة التي تعود إلى فترات موغلة في القدم اهمها تلك التي تعود إلى الفترة الحميرية (الحاير: أنور محمد يحي، تاريخ خبان وعمار قيد النشر،2015م، ص 27.

## المناخ
بالنسبة للمناخ السائد في قرية حفزان فهو مناخ مدينة اب مديرية السدة، معتدلاً صيفاً، وبـارداً شتاءً وذلك حسب التصنيف المتبع في تحديد الأقاليم المناخية في الجمهورية اليمنية. حيـث يبلغ معدل درجة الحرارة في فصل الصيف ما بين (28ْ-20ْ مئوية)، وفي هذه الفترة تسقط الأمطار بكثافة على المنطقة وتزرع المحاصيل النباتية نظرا لاعتدال المناخ في فترة دافئة. بينما تنخفض في فصـل الشـتاء ما بين (18ْ- (2). وفي هذا الفصل يكون المناخ بارد ويوثر على المحاصيل الزراعية مما تصاب بالصقيع. 

## طبيعة الري والزراعة
اعتمد سكان قرية حفزان على الزراعة بشكل رئيسي ومصدر هام ورئيسي في الدخل، ونظراً لكون المنطقة غنية بالمياة دائمة الجريان فقد ساعدت على زارعة أكثر من موسم زراعي في العام الواحد مما زراعت الكثير من المنتجات الزراعية المتنوعة، ولاسيما المحاصيل الحبية كالقمح والشعير والبر والعتر والفاصوليا والخردل والفاصوليا والبطاط والطماط والحلبة والثومة والجزر الهندي وقصب الدخل الطويل والعدس والذرة الصفراء والذرة الحمراء والذرة الشامية والكوسة والبصالة والبصل البلدي والجزر الاحمر واعلاف الاغنام كالقضب وغيرها من الحشائش الطبيعية الغزمية، مع بعض الفواكه ولاسيما الفرسك، والمشمش، والتين، والرمان، والعنب، وشجرة الجوز والتين العربي والرومي والجوافة والمشمش والسفرجل والتين الشوكي والرمان والقرناط العريش والتفاح وغيرها من الاشجار المثمرة والغيرة المثمرة التي تستخدم في الوقود، كالأشجار المعمرة ومنها الطلح والأثل البحرزاف المعس السار وتالب وتوالب وعرم، ويستفاد منها في رعي الحيوانات، أو استخدامها كوقود ولتسقيف المنشئات المعمارية. إلى جانب عشرات الأنواع من الأعشاب والحشاش القزمية التي تنمو طبيعياً كالعثرب والقرض والشوك والصعتر والورد والتوت البري واليرع والشقر والشذاب والنعظ والعنصيف...الخ، ويلاحظ تكاثر مثل هذا النوع من الاعشاب على سفوح المنحدرات وضفاف الأودية وخاصةً على حافة مجاري المياه الموسمية، ويستفاد في مجالات مختلفة لا للحصر. والتي يزداد إنتاجها تمشيا مع الحالة الاقتصادية المتمثلة بزيادة الطلب عليها والأسعار المرتفعة وسهولة تصريف المنتج، كالبطاط والطماط والبصالة والثوم والخيار والكوسة وغيرها من البقوليات بالإضافة إلى التين والرمان وكذلك الحبوب كالشعير والبر والذرة التي يتم تصديرها إلى السوق والحصول على بالغ مالية.ومما يجب الإشارة اليه ان القرية ومحيطها تخلو من شجرة القات التي انتشرت في اليمن بشكل كبير والسبب الرئيسي هو عدم توافقها مع مناخ المنطقة حيث تسقط كمية كبيرة من الأمطار وشجرة القات لا تحتاج إلى زيادة الماء حيث يودي إلى اصفرارها واصابتها بالمرض.
اما بالنسبة لنظام الري في قرية حفزان فهي كبقية المناطق اليمنية التي اعتمد سكانها- دائماً ومنذ القدم على الاستفادة من مياه الأمطار الموسمية ليحصلوا على الكميات المائية اللازمة للحفاظ على الاستقرار، وكذلك المجاري المائية دائمة الجريان التي توجد في المنطقة حيث استفاد سكان القرية على الينابيع المائية في ري المزروعات وزراعة أكثر من غلة في الموسم الواحد عكس المناطق الأخرى شبة الجافة التي تعتمد بشكل رئيسي على مياة الأمطارالتي تسقط عادتا في العام مرة واحدة فقط ويزرع غلة واحدة نظرا لشحة المياة. 
ويلاحظ في قرية حفزان القنوات (السواقي) التي تنظم حركة المياة وتوزيعها بشكل متساوي على الأراضي الزراعية والهدف من استخدام نظام الري التقليدي هو توزيع مياه الأمطار والمياة دائمة الجريان على الأرض بحيث لا تضر بالتربة وبالمحاصيل الزراعية ولهذا فلا بد من عمل حواجز وقنوات التي نشاهدها منتشرة في بطون الأودية وذلك لتصل المياه إلى الأراضي الزراعية المحيطة بمجرى الوادي، (انظر الصورة). كما كان يستخدم وسيلة دقيقة في نقل المياة دائمة الجريان ورفعها وذلك عن طريق المطاحن وهي عبارة عن كتل حجرية مهندمة دائرية الشكل ويتم تحريكها بين الماء على حافة المجرى وبما انها مركبة من عدة مطاحن حيث توضع كل كتله فوق الأخرى فالكتلك السفلى ترفع المياة إلى اللي فوقها وهكذا حتى يتم رفع المياة بطريقة هندسية دقيقة بحاجة إلى دراسة مستقلة.
ويلاحظ ان قرية حفزان ومحيطها تخلو من السدود والحواجز المائية التي نظرا لغناء المنطقة بالينابيع المائية دائمة الجريان التي تشكل مصدر كافي لري المزورعات، لكني اقو لان هذا من الخطاء لان الحواجر المائية تساعد على تغذية المياة السطحية والينابيع المائية لانها قد تتعرض للجفاف مع مرور الزمن.
كما ان الري بالمياة دائمة الجريان يتم توزيعها عن طريق المحاصصة بين سكان القرية وبشكل متساوي وطريقة عادلة.
على كل حال فإن الينابيع المائية قد أكسبت المنطقة أهميه كبيره، ولاسيما في العصور القديمة، حيث كانت تساعد على زراعة أكثر من غله (موسم) زراعي في العام الواحد.

## الثروة الحيوانية
ان المميزات الطبيعية أنفة الذكر، قد انعكست على نمو وتكاثر الثروة الحيوانية ولاسيما الحيوانات المستأنسة (كالأبقار، والأغنام، والماعز، والحمير)، وغيرها من الحيوانات الغير مستأنسة (كالغزلان والوعل) التي كانت تملا مرتفعات المنطقة قبل قرن من الوقت الحالي، ولكنها انقرضت بشكل مفاجئ وربما سبب ذلك هو انتشار الأسلحة النارية.بالإضافة إلى الحيونات المتوحشة كالضبع والذئاب وكذلك القرود التي انقرضت بشكل تدريجي كان انقراض اخرها منذ فترة قريبة (اربع سنوات) بسبب انتشار الاسلحة النارية ومطاردتها، وكانت تسكن بين الاشجار كثيفة الانتشار في الجبال المحيطة بالجبال منها عرش القرية عموما نستطيع القول بان قرية حفزان ومحيطها الجغرافي غنية بمكوناتها الطبيعية وتتمتع بأهمية كبيره، ولاسيما في العصور القديمة، حيث تحتوي على عناصر بيئية متنوعة وغنية بمكوناتها الطبيعية (الطبوغرافية والجيولوجية)، وغيرها من الشروط الملائمة للعيش والاستقرار التي ساهمت إسهام مباشر في تأهيل الموقع بالسكان على مدى العصور.مرورا بالعصور الموغلة في القدم وحتى وقتنا الحالي (الحاير: أنور محمد يحي- مذكرات طالب اثار، مصدر سابق ص 24).

## العمارة
قرية حفزان كبقية المناطق اليمنية في التخطيط المعماري.فتتميز القرية بالهندسة المعمارية الجميلة ذات المناظر الرائعة مما اكسبت المنطقة جمالا ورونقا، البعض يتكون من اربعه إلى خمسة طوابق وتمحمل طابع معماري اسلامي قديم كالعقود والمزاغل وقد خضع تخطيطها للجانب الحربي والدفاعي حيث لم يفتح لها نوافذ في الطابق الأول والثاني سوى فتحات صغيرة للإضاءة وتتميز أيضا باساساتها الحجرية المتينة المبنية باحجار البازلت السوداء وكذلك الاحجار الرسوبية التي استخدمت عادتا في الطوابق العلوية من المبنى، كما زودت بمداخل متينة ومحصنة على نحو شيد لتمنع أي عملية اقتحام على المبنى (انظر الصورة) بالإضافة إلى المباني ذات الطابع القديم هناك المباني الحديثة التي خضعت لهندسة معمارية حديثة وشدتها بعضها بالاحجار المقصوصة على نحو جيد والمهندمة بالإضافة تشييد بعضها بمواد اسمنتية (البلك الاسمنتي) وطليت بعض المباني بمادة النورة البيضاء مما اكسبها منظر جميل ورائع يتوافق مع البيئة المحيطة الخضراء مما تجلب انتباه الزائر ويستمتع بهذا المنظر الجميل (الحاير: أنور محمد يحي-تاريخ خبان وعمار، مصدر سابق، ص 62).

## المعالم الاثرية القديمة والاسلامية
للقرية عدد من المواقع الآثرية القديمة والإسلامية منها:

## روابط خارجية
1-	(الحاير: أنور محمد يحي- مذكرات طالب اثار،2013م، 
2-	الحاير: أنور محمد يحي- القصر في اليمن القديم بين الخبر والاثر، رسالة ماجستير غير منشورة، جامعة صنعاء،2014م،
3-	الحاير أنور محمد يحي- تاريخ خبان وعمار،2015م،
4-	(القدسي وآخرون ؛ محمد عبد الباري ، الموسوعة اليمنية ، مج 2، ط2 ، صنعاء 2003م. 
5-	(الهمداني: ابى محمد الحسن-الإكليل ج 2، وزارة الثقافة 2004م،

## البياضة
محل تابع لقرية حفزان تقع جنوب شرق القرية يحدها من الناحية الشرقية جبل الشرف المشهور بارتفاعه ومن الناحية المناجد محل يتبع قرية المسقاة كما يحدها من الناحية الغربية الجبوبة الاثرية وكذلك وادي حفزان وتتميز البياضة بكثرة الصخور (الاجواس) الكبيرة من النوع الزجاجي الذي يسمى عند الاهالي (الجرذان) والذي يقال ان سبب تراكمها بشكل مركب بعضها فوق بعض انهيار صخري من الجبل والذي حدث قديما ودفنت بسبب ذلك القرية القديمة التي كانت تسمى (الدمت) ولم يبقى لها اثر بعد ذلك الانهيار كما تتميز بغنائها بالاحجار المتنوعة والاشجار المختلفة والمراعي الطبيعية بالإضافة للغيول الدائمة مثل غيل (شصر الحاير).
السكان:
يسكن البياضة المشائخ من ال الحاير ومن القبائل ال اليحيري وفاضل والضيق وجواح وجباري.
العمارة:
لقد ساهمة الطبيعة في تشكيل مباني السكان المتنوعة والمتعددة الطوابق حيث استفاد السكان من الاحجار الوفيرة البيضاء والحمراء في بناء المساكن بالإضافة إلى استغلال اخشاب الاشجار التي وفرتها الطبيعة اهمها اشجار البحرزاف والسار والطلح والورث والمعس في التسقيف كما تعد البياضة البوابة الرئيسية لقرية حفزان والتي لا يمكن دخول القرية الا من خلالها (الحاير: أنور محمد يحي - تاريخ خبان وعمار - 2015 - ص 24).